# Super League Axpro 2007-08

## Màxims Golejadors
|   |            | Jugador           | Equip                   | Gols |
| - | ---------- | ----------------- | ----------------------- | ---- |
| 1 | Suïssa     | Hakan Yakin       | BSC Young Boys          | 24   |
| 2 | Suïssa     | Thomas Häberli    | BSC Young Boys          | 18   |
|   | Argentina  | Raúl Bobadilla    | Grasshopper-Club Zürich | 18   |
| 4 | Costa Rica | Álvaro Saborío    | FC Sion                 | 17   |
| 5 | Suïssa     | Mauro Lustrinelli | FC Luzern               | 14   |